# Јохан Фауст
Јохан Георг Фауст је историјска личност око кога се створила легенда да је склопио уговор са ђаволом. Касније је мотив за низ књижевних и уметничких дела. Најпознатији је као мотив за Гетеов рад.